# Вайфар
Вайфар (лат. Waifar, умер 2 июня 768) — герцог Аквитании (748—768), наследовал своему отцу Гунальду I.

## Биография
В 760 году Пипин Короткий потребовал у Вайфара, чтобы он возвратил франкским церквям их имения, находившиеся в Аквитании, выплатил вергельд за кровь готов, которых он, незадолго до этого, незаконно убил, и выдал тех франков, которые бежали к нему. Вайфар отказался выполнить эти условия, и Пипин начал против него войну. Франки перешли через Луару и продвинулись до Клермона. Вайфар, чтобы оттянуть время, объявил, что согласен исполнить требования Пипина и, в подтверждение своих слов, даже выдал двух знатнейших вельмож в заложники.
Но после этого Вайфар, в союзе с графом Буржа Унибертом и графом Оверни Бладином, снова начал наступление и опустошили окрестности Шалон-сюр-Сона и Отёна. Они сожгли даже королевскую виллу Майлли (Mailly), которая находилась на территории современного департамента Сона и Луара. Затем, нагруженные добычей, пошли домой. В 761 году Пипин мобилизовал свою армию, особо позаботившись о кавалерии. Она заняла к тому времени настолько важное место в организации вооружённых сил, что с того года пришлось заменить мартовские сроки мобилизации («мартовские поля»), унаследованные от античного Рима, где в армии преобладала пехота, на майские сроки («майские поля»), с целью лучшего обеспечения коней фуражом. Пипин повёл армию вверх по долине Луары в Труа, а оттуда, через Осер, к городу Невер, где пересёк Луару и подошёл к крепости Бурбон в округе Буржа. Крепость была плотно осаждена, а затем франки пошли на штурм и предали её огню. Найденные там люди Вайфара были взяты в плен. Пипин опустошил большую часть Аквитании, продвинулся со всей своей армией до Оверни, захватил Кантилу (близ Клермона), взял и сжёг крепость Клермон. Граф Бладин Овернский был взят в плен и закован в цепи. Некоторые города сдались победителю добровольно, и в особенности укрепления жителей Оверни, которые более других страдали от войны. Король же, уничтожив всё, что лежало вне укреплений, и дойдя до Лиможа, возвратился домой. В той экспедиции Пипина сопровождал его сын Карл.
Войны между Пипином и Вайфаром продолжались вплоть до 768 года, в конце концов вся Аквитания оказалась под контролем франков, а Вайфар 2 июня 768 года был убит своими приближёнными.